# Ólína Andrésdóttír
Ólína Andrésdóttir, född 1858, död 1935, var en isländsk poet. Hon var tvilling till Herdis Andrésdóttir.